# Залежний розлад особистості
Залежний розлад особистості (англ. Dependent personality disorder, DPD) — розлад особистості типу C (тривожні), за якого виникає надмірна потреба бути під опікою і, як наслідок, покірна поведінка. Особи з цим розладом уникають прийняття важливих рішень, що стосуються їхнього життя, намагаючись перекласти відповідальність за них на оточення. При цьому присутній постійний страх вчинити помилку і пов'язана з ним пасивність.
Іншою рисою залежного розладу особистості є надавання надмірно великої ваги міжлюдським стосункам і бажання підтримувати їх часто за всяку ціну. Зокрема це стосується відмови від власних прагнень і потреб, якщо вони суперечать потребам інших. У крайніх випадках особа з цим розладом толерує власне приниження та навіть фізичне насилля з боку оточення.